# Eucelatoria nigripalpis
Eucelatoria nigripalpis är en tvåvingeart som först beskrevs av Jacques-Marie-Frangile Bigot 1889.  Eucelatoria nigripalpis ingår i släktet Eucelatoria och familjen parasitflugor. Inga underarter finns listade i Catalogue of Life.